# JDŽ 05
Als JDŽ 05 (ab 1954 JŽ 05, ursprünglich JDŽ 389) bezeichnet wird eine Schnellzug-Schlepptenderlokomotive der Jugoslawischen Staatsbahnen Jugoslovenske državne železnice (JDŽ) mit der Achsfolge 2'C1'. Sie wurde gemeinsam mit den Baureihen JDŽ 06 und JDŽ 30 ab 1929 von den Berliner Lokomotivherstellern Borsig und Berliner Maschinenbau-Actien-Gesellschaft vormals L. Schwartzkopff entwickelt. Während Borsig die Loks der Reihen 06 und 30 baute, übernahm Schwartzkopff den Bau der Pacifics der Reihe 05. Alle drei Baureihen basierten auf den Entwicklungsgrundsätzen der Einheitsdampflokomotiven der Deutschen Reichsbahn-Gesellschaft.

## Vorgeschichte
Die nach dem Ersten Weltkrieg entstandenen  Eisenbahnen des Königreichs der Serben, Kroaten und Slowenen (SHS) hatten von den Bahnen der Vorgängerstaaten einen sehr heterogenen Fahrzeugbestand übernommen. Da weite Teile des Landes noch kaum verkehrlich erschlossen waren, wurde ein umfassender Ausbau des Bahnnetzes geplant. Hierfür und zum Ersatz alter österreichischer, ungarischer und serbischer Lokomotiven planten die SHS ein umfangreiches Neubauprogramm. Sie orientierten sich dabei an den seit 1926 gebauten Einheitsdampflokomotiven der Deutschen Reichsbahn.
1929 erhielten daher die beiden Berliner Lokomotivfirmen Borsig und Schwartzkopff den Auftrag für Entwicklung und Bau dreier Dampflokbaureihen, die sich an die Baugrundsätze der DR anlehnen sollten:
- Eine 2’C1’-Lokomotive für Schnellzüge (Baureihe 05)
- Eine 1’D1’-Lokomotive für schwere Personen- und Eilgüterzüge (Baureihe 06)
- Eine 1’E-Lokomotive für schwere Güterzüge (Baureihe 30)

Alle drei Baureihen wiesen eine große Anzahl identischer Bauteile auf. Während beide Firmen für die Entwicklung einen gemeinsamen Arbeitskreis einsetzten, teilten sie sich den Bau auf. Schwartzkopff übernahm die Schnellzuglok, Borsig die beiden anderen Baureihen.

## Geschichte
Die Baureihe 05 sollte vor allem im Flachland verkehren und die schweren Schnellzüge auf den Strecken in der Pannonischen Tiefebene befördern. Vorgabe für die Schnellzuglok war eine Höchstgeschwindigkeit von 100 km/h. Auf einer 1 %-Steigung sollte sie Züge bis zu 500 t noch mit 50 km/h befördern können und dafür 6500 kg Zugkraft am Tenderhaken entwickeln. Weitere Vorgaben für alle Loks waren 18 t Achslast und die Verwendung jugoslawischer, vergleichsweise heizkraftarmer Steinkohle. Alle drei Baureihen erhielten die gleiche Kesselbauart und identische Tender.
Schwartzkopff lieferte 1930 mit den Fabriknummern 9607 bis 9646 insgesamt 40 Stück der Baureihe 05 an die JDŽ. Zunächst waren die Loks im alten Nummernschema noch als Baureihe 389 eingeordnet, bis sie ab 1933 als 05 bezeichnet wurden. Diese übernahmen entsprechend der ihnen zugedachten Aufgaben vor allem die schweren Schnellzüge zwischen Zagreb und Belgrad. Hier beförderten sie unter anderem auch den Simplon-Orient-Express.
Nachdem die Wehrmacht im Balkanfeldzug Jugoslawien erobert und besetzt hatte, wurden die Lokomotiven der JDŽ auf die neu gegründeten Vasallenstaaten verteilt. Von den Pacifics der Reihe 05 erhielten Kroatien und Serbien jeweils 20 Loks. 1945 fanden sich davon die sechs Lokomotiven 05 006, 05 012, 05 013, 05 014, 05 015 und 05 021 in Österreich und eine, die 05 030, in Bayreuth. Während die in Österreich verbliebenen Loks bis 1947 an Jugoslawien zurückgegeben wurde, blieb die 05 030 in Deutschland und wurde verschrottet.
Nach dem Krieg bespannten die ab 1954 nurmehr als JŽ abgekürzten Jugoslawischen Eisenbahnen wieder ihre wichtigsten Züge mit der 05, unter anderem auch erneut den Simplon-Orient-Express. Ab etwa 1960 waren sie allerdings nur mehr östlich von Belgrad zu finden, nachdem die Hauptstrecke von Zagreb nach Belgrad zunächst auf Diesel- und später auf Elektrotraktion umgestellt wurde. Der Einsatz der Loks endete Anfang der 1970er-Jahre.
Erhalten ist lediglich eine Lok, die 05 025, die als Denkmal in Niš steht.